# Hercule Poirot quitte la scène (téléfilm)
Pour le roman, voir Hercule Poirot quitte la scène.
Hercule Poirot quitte la scène (Curtain: Poirot's Last Case) est un téléfilm britannique de la série télévisée Hercule Poirot, réalisé par Hettie Macdonald, sur un scénario de Kevin Elyot, d'après le roman Hercule Poirot quitte la scène d'Agatha Christie.
Ce téléfilm est le 70e et dernier épisode de la série, il a été diffusé au Royaume-Uni le 13 novembre 2013 sur ITV et en France le 21 mai 2014 sur TMC.
Ce téléfilm marque la dernière apparition dans la série de David Suchet en Hercule Poirot et de Hugh Fraser en capitaine Hastings.

## Synopsis
Le Capitaine Hastings revient à Styles Court, lieu de sa première enquête avec son ami Hercule Poirot. Il y retrouve le détective fortement diminué, ayant des infarctus du myocarde à répétition, et de l'arthrite. Ayant changé de valet, il ne se déplace plus qu'en chaise roulante. Poirot se lance une dernière fois dans une chasse au meurtrier qui pourrait causer sa perte. Un ingénieux tueur en série, présent à Styles, aurait trouvé le crime parfait.

## Production

### Développement
En novembre 2011, ITV annonce la mise en production de cinq épisodes pour une dernière saison dont la diffusion est prévue courant 2013. Hercule Poirot quitte la scène étant le dernier roman d'Agatha Christie mettant en scène le détective belge, c'est également le dernier épisode de la saison et de la série. Même si c'est le dernier épisode diffusé des cinq de la saison, c'est le premier à être tourné. Cela est dû à la préparation nécessaire à David Suchet pour perdre du poids et entrer dans le rôle, mais également au poids émotionnel engendré par vingt-cinq ans de rôle. Pour lui, « il aurait été difficile psychologiquement de quitter Poirot de cette manière ».
Hercule Poirot y apparait fortement diminué: plus âgé, les doigts rongés par l'arthrite, ne se déplaçant plus qu'en chaise roulante. David Suchet perd près de 16 kg et est muni de prothèses aux mains pour pouvoir correspondre au seul changement d'apparence physique du détective effectué par Agatha Christie.

### Fiche technique
- Titre français : Hercule Poirot quitte la scène
- Titre original : Curtain: Poirot's Last Case
- Réalisation : Hettie Macdonald
- Scénario : Kevin Elyot, d'après le roman Hercule Poirot quitte la scène (1975) d'Agatha Christie
- Décors : Jeff Tessler
- Costumes : Sheena Napier
- Photographie : Alan Almond
- Montage : Tania Reddin
- Musique originale : Christian Henson
- Casting : Maureen Duff
- Production : David Boulter
  - Production déléguée : Julie Burnell, Hilary Strong, Mathew Prichard, Michele Buck, Karen Thrussell et Damien Timmer
  - Production associé : David Suchet
- Sociétés de production : ITV Studios et Agatha Christie Ltd.
- Durée : 90 minutes
- Pays d'origine :  Royaume-Uni
- Langue originale : Anglais
- Genre : Policier
- Ordre dans la série : 70e - (5e épisode de la saison 13)
- Premières diffusions :
  -  Royaume-Uni : 13 novembre 2013 sur ITV
  -  France : 21 mai 2014 sur TMC
  -  États-Unis : 25 août 2014 sur Acorn TV (internet)

## Distribution
- David Suchet (VF : Philippe Ariotti) : Hercule Poirot
- Hugh Fraser (VF : Jean Roche) : le Capitaine Arthur Hastings
- David Yelland : George, ancien valet d'Hercule Poirot
- Helen Baxendale : Elizabeth Cole
- Anne Reid : Daisy Luttrell
- John Standing : Colonel Toby Luttrell
- Aidan McArdle (VF : Laurent Morteau) : Stephen Norton
- Philip Glenister(VF : Bernard Métraux)  : Sir William Boyd Carrington
- Adam Englander : Curtis, nouveau valet d'Hercule Poirot
- Alice Orr-Ewing : Judith Hastings, fille du Capitaine Hastings
- Shaun Dingwall (VF : Daniel Lafourcade) : Dr Franklin
- Matthew McNulty : Major Allerton
- Anna Madeley (VF : Natacha Muller) : Barbara Franklin
- Claire Keelan : l'infirmière Craven
- Gregory Cox : le médecin légiste

Doublage francophone : Mediadub International

## Commentaires
- Pour les cinq derniers épisodes de la treizième et dernière saison de la série, la voix française d’Hercule Poirot n'est plus celle de Roger Carel, ce dernier ayant ralenti son activité depuis la fin 2010.
- À la fin de l'épisode, David Suchet brise le quatrième mur en regardant droit vers la caméra et le téléspectateur, ses deux derniers mots étant le nom du détective : Hercule Poirot.
- Bien que Poirot et Hastings évoquent, lors de leurs retrouvailles, le fait qu'ils sont sur les lieux de leur première enquête commune (La Mystérieuse Affaire de Styles), il est manifeste que la demeure dans laquelle ils se trouvent, et qui a la taille d'un petit château, ne peut être la même que le petit manoir qui figurait Styles Court dans le premier téléfilm.
- C'est l'unique épisode dans lequel Poirot est un assassin. Celui-ci tue Norton car ce dernier étant le véritable assassin, mais ne peut être arrêté car il ne faisait qu'inciter les autres à tuer.
- La musique jouée au piano par Elizabeth Cole est le Prélude n° 15 de Frédéric Chopin.

## Accueil
Comme dernier épisode de la série, Hercule Poirot quitte la scène bénéficie d'une large couverture médiatique au Royaume-Uni, ainsi qu'en France et aux États-Unis au moment de sa diffusion.
Pour James Walton de The Daily Telegraph, le « chant du cygne de David Suchet prouve que la série était l'une des plus grandes réussites de la télévision ». Il attribue au téléfilm la note maximale de 5 étoiles.
Sam Wollaston, de The Guardian, trouve que le scénario laisse le spectateur dans le noir complet mais reste divertissant, « comme devrait être toute histoire d'Agatha Christie et de Poirot ». Il salue la performance de David Suchet, quittant avec douleur son personnage d'Hercule Poirot.
Dans The Independent, Gerard Gilbert lui attribue une note moyenne de 3 étoiles (sur cinq), ne le trouvant pas à la hauteur des nouvelles séries telles que The Killing ou Broadchurch. Il trouve que la fin fait retomber le climax et que l'un des points du scénario est « risible » selon la tolérance du téléspectateur. Cependant, il salue le fait que David Suchet ait réussi à « éclipser les précédents Poirot, dont Peter Ustinov ».
Le téléfilm est suivi par 5,2 millions de téléspectateurs au Royaume-Uni.
En France, le téléfilm est regardé par 1,5 million de téléspectateurs, soit 6,1 % de part d'audience, se plaçant 5e programme de la soirée et signant la meilleure audience de la treizième et dernière saison.